# 埃里克·比斯高
埃里克·比斯高（丹麥語：Erik Bisgaard，1890年1月25日—1987年6月21日），丹麦男子赛艇运动员。他曾代表丹麦参加1912年夏季奥林匹克运动会赛艇比赛，获得男子标准式四人单桨有舵手铜牌。